# Guadeloupe Challenger
Il Guadeloupe Challenger è stato un torneo professionistico di tennis giocato su campi in cemento. Faceva parte dell'ATP Challenger Series. Si giocava annualmente a Guadalupa in Francia.

## Albo d'oro

### Singolare
| Anno | Campione         | Finalista           | Punteggio     |
| ---- | ---------------- | ------------------- | ------------- |
| 1991 | Olivier Delaître | Stefano Pescosolido | 6–2, 7–6      |
| 1990 | Non disputato    | Non disputato       | Non disputato |
| 1989 | Guillaume Raoux  | Yahiya Doumbia      | 7–6, 4–6, 7–6 |
| 1988 | Pieter Aldrich   | Paul Wekesa         | 7–5, 7–6      |
| 1987 | Jonathan Canter  | Larry Stefanki      | 6–3, 6–4      |

### Doppio
| Anno | Campioni                        | Finalisti                         | Punteggio     |
| ---- | ------------------------------- | --------------------------------- | ------------- |
| 1991 | João Cunha e Silva Nuno Marques | Olivier Delaître Rodolphe Gilbert | 6–3, 6–1      |
| 1990 | Non disputato                   | Non disputato                     | Non disputato |
| 1989 | Gilad Bloom Brad Pearce         | Patrick Baur Christian Saceanu    | 6–4, 6–2      |
| 1988 | David Dowlen Marcel Freeman     | Russell Barlow Jonathan Canter    | 6–3, 6–3      |
| 1987 | Nelson Aerts Brett Dickinson    | Jonathan Canter Denis Langaskens  | 6–2, 6–3      |